# 舞鶴赤レンガ倉庫群
舞鶴赤れんが倉庫群（まいづるあかれんがそうこぐん）は、京都府舞鶴市の旧舞鶴海軍軍需部本部地区（現・舞鶴港ウォーターフロント）にある12棟の赤煉瓦倉庫。北吸赤れんが倉庫群とも。文化財指定名称は舞鶴旧鎮守府倉庫施設。国の重要文化財および近代化産業遺産。

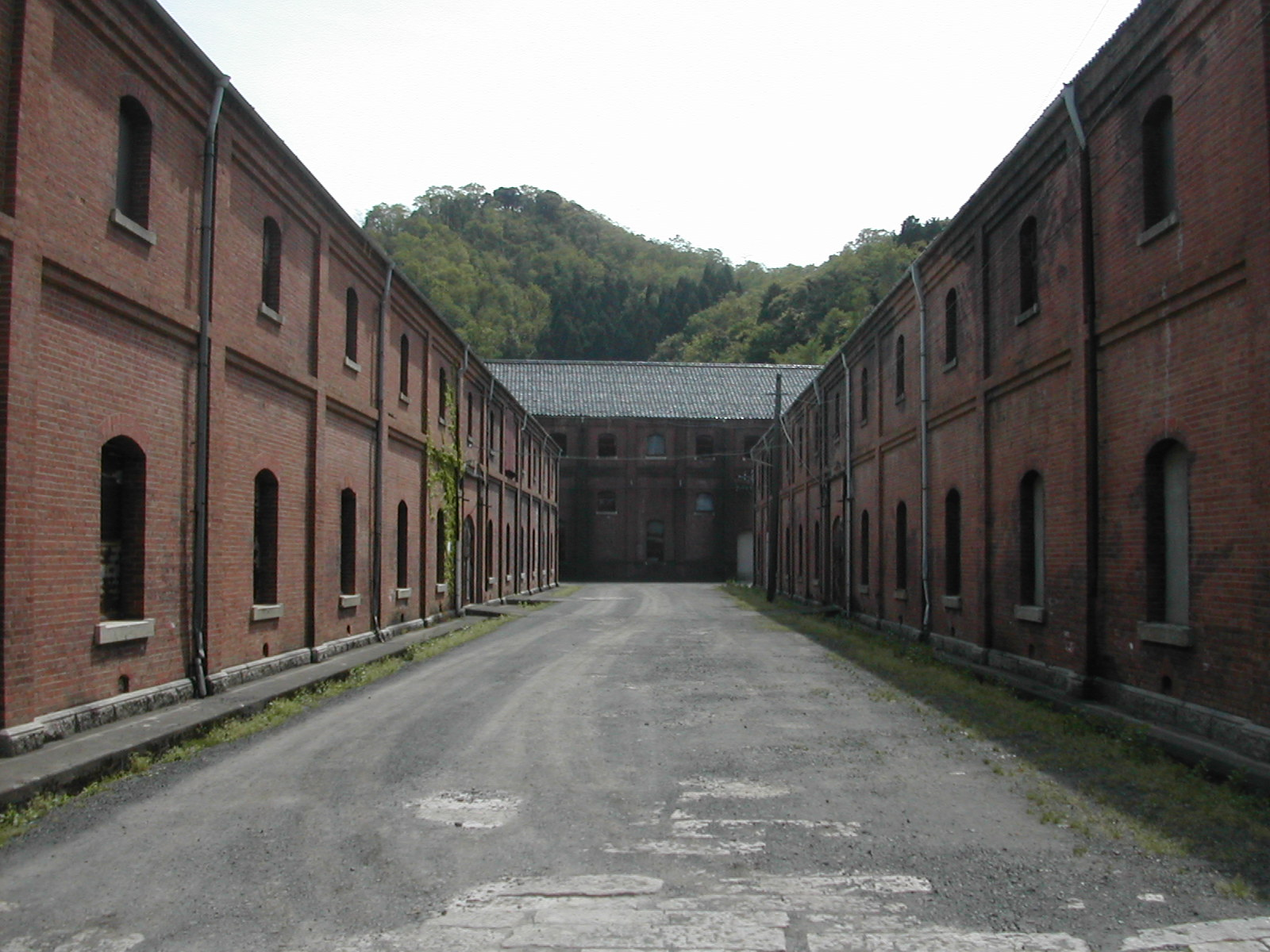
一覧の 3（左）、4（右）、5（奥）

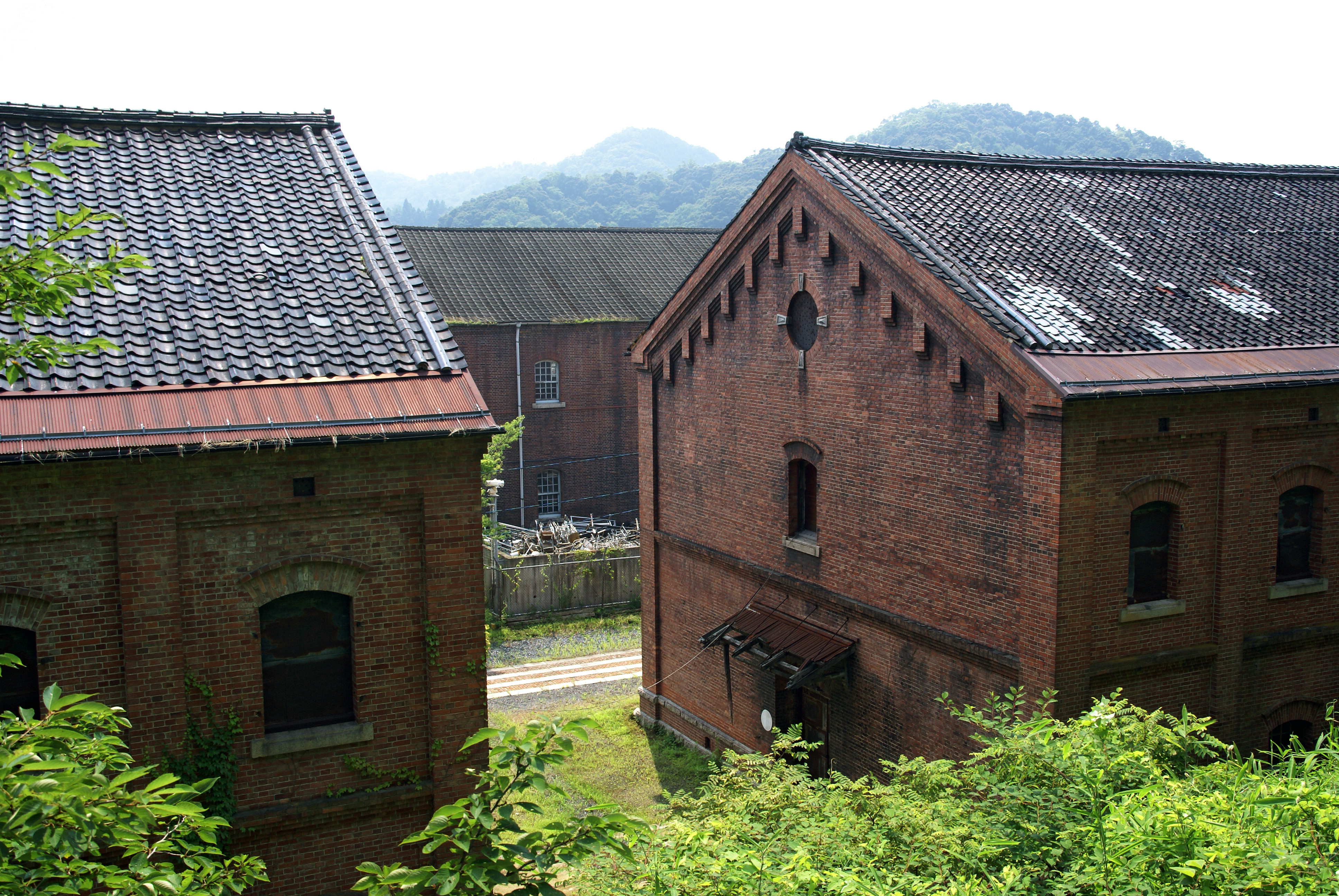
一覧の 6（左）、7（右）、9（奥）

## 概要
1901年（明治34年）に舞鶴の地に舞鶴鎮守府が創設され、明治・大正時代を通じて旧日本海軍によって建てられた赤煉瓦造りの建築物である。
なかでも、舞鶴市の東舞鶴・北吸地区に現存する倉庫群は12棟で、建造年代は1901年（明治34年）から1903年（明治36年）の明治期にかけて9棟建てられ、1918年（大正6年）から1921年（大正9年）の大正期にかけて3棟建てられたものである。

## 倉庫の一覧
1. 旧舞鶴海軍兵器廠魚形水雷庫 - 明治36年竣工、現・赤れんが博物館 - 重要文化財
2. 旧舞鶴海軍兵器廠予備艦兵器庫 - 明治35年竣工、現・赤れんが2号棟(舞鶴市政記念館) - 重要文化財
3. 旧舞鶴海軍兵器廠弾丸庫並小銃庫 - 明治35年竣工、現・赤れんが3号棟(まいづる智恵蔵) - 重要文化財
4. 旧舞鶴海軍兵器廠雑器庫並預兵器庫（雑品庫並損兵器庫とも） - 明治35年竣工、現・赤れんが4号棟(赤れんが工房) - 重要文化財
5. 旧舞鶴海軍軍需部第三水雷庫 - 大正7年竣工、現・赤れんが5号棟(赤れんがイベントホール) - 重要文化財の附指定
6. 旧舞鶴海軍需品庫需品庫 - 明治35年竣工、旧・電機庫、現・文部科学省(文化庁)所管倉庫 - 重要文化財
7. 旧舞鶴海軍需品庫需品庫 - 明治35年竣工、旧・第一水雷庫、現・文部科学省(文化庁)所管倉庫 - 重要文化財
8. 旧舞鶴海軍需品庫需品庫 - 明治35年竣工、旧・第二水雷庫、現・文部科学省(文化庁)所管倉庫 - 重要文化財
9. 旧舞鶴海軍軍需部第一需品庫 - 大正8年竣工、現・海上自衛隊舞鶴補給所No.17倉庫
10. 旧舞鶴海軍経理部衣糧科被服庫 - 明治34年竣工、現・海上自衛隊舞鶴補給所No.3倉庫
11. 旧舞鶴海軍経理部衣糧科被服庫 - 明治34年竣工、現・海上自衛隊舞鶴補給所No.2倉庫
12. 旧舞鶴海軍軍需部第三被服庫 - 大正10年竣工、現・海上自衛隊舞鶴補給所No.4倉庫

### 文化財指定
2008年6月9日付で、上表の1から8が「舞鶴旧鎮守府倉庫施設」の名称で国の重要文化財に指定された。うち、5は附（つけたり）指定である。所有者は1から5が舞鶴市、6から8が日本国。海上自衛隊所管の9から12は未指定である。
所在地は、1が舞鶴市北吸2011番地、2から5が同1039番地、6から9が同無番地、10から12が同1059番地である。

## 公開・活用状況

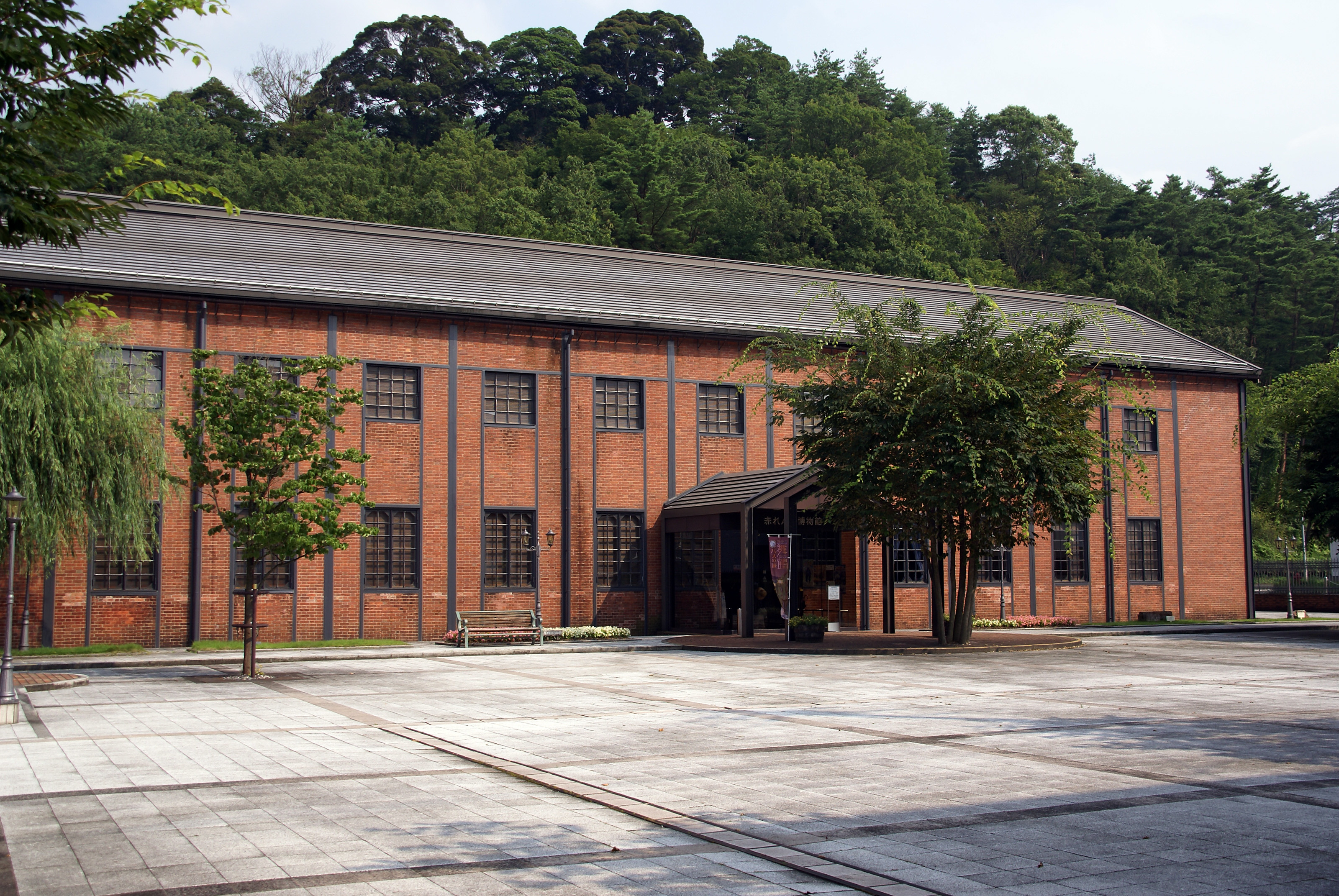
一覧の 1 （赤レンガ博物館）

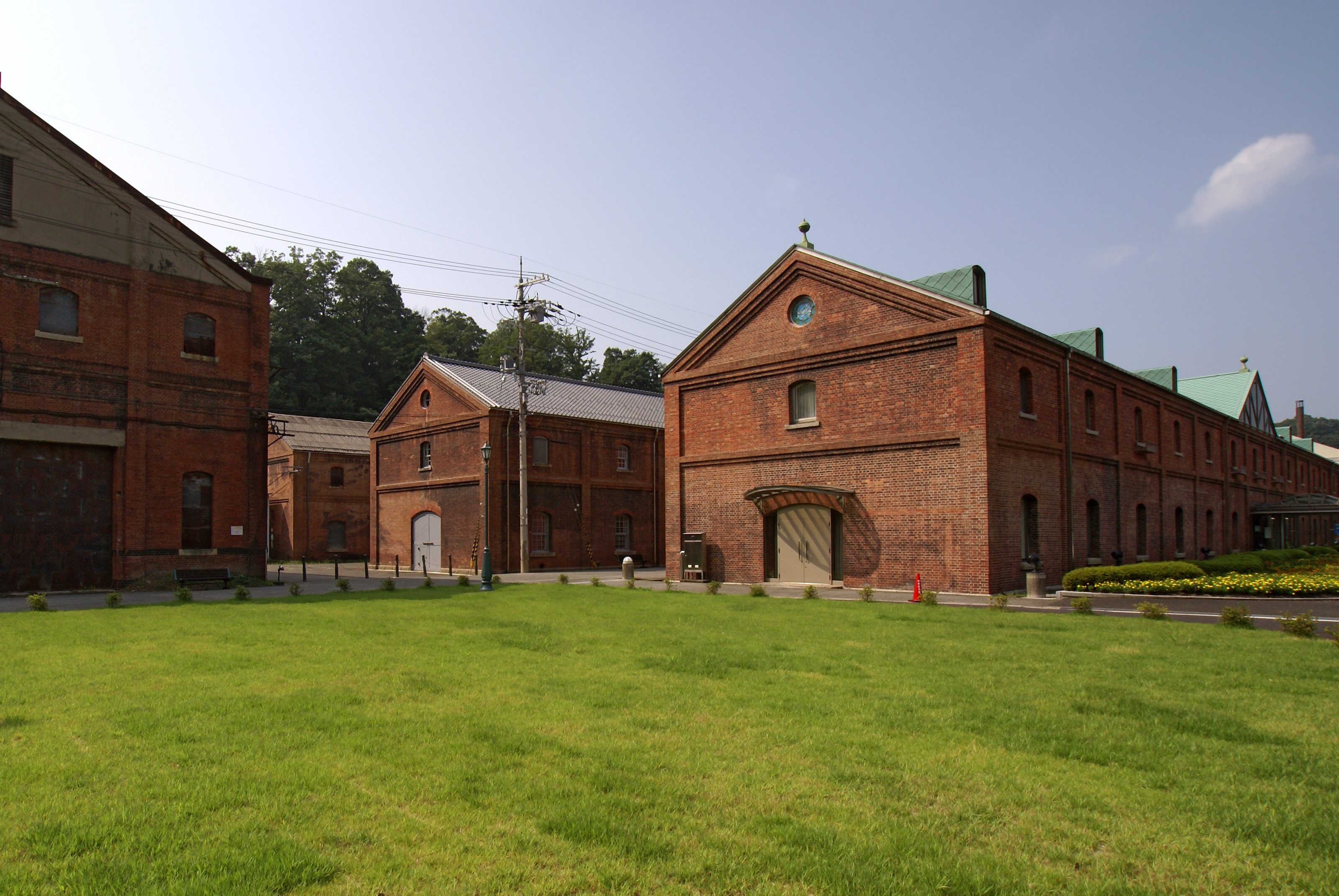
一覧の （左から） 5、4、3、2

旧舞鶴海軍兵器廠魚形水雷庫が1993年より赤れんが博物館として、旧舞鶴海軍兵器廠予備艦兵器庫が1994年より舞鶴市政記念館として、それぞれ活用されている。2007年（平成19年）4月には、舞鶴市政記念館の隣の旧舞鶴海軍兵器廠弾丸庫並小銃庫が、「まいづる智恵蔵」として建設当時の姿を再現した形でリニューアルオープンした。2012年には旧舞鶴海軍兵器廠雑器庫並預兵器庫、旧舞鶴海軍軍需部第三水雷庫がそれぞれ「赤れんが工房」「赤れんがイベントホール」としてオープンしている。
旧舞鶴海軍需品庫需品庫3棟は内部非公開。残りの4棟は海上自衛隊・舞鶴総監部などの倉庫として使用している。
このような手付かずのものは、全国的に見て大変貴重で、近代化遺産として、映画やテレビドラマのロケに使用されることが数多い。
 近年のロケ例 
- 坂の上の雲第2部、第3部（2010年放送、NHKテレビドラマ）
- バルトの楽園（2006年公開、映画）
- 男たちの大和/YAMATO（2005年公開、映画）
- エイジアン・ブルー（1995年公開、映画）
- 寒椿（1992年公開、映画）
- 夜汽車（1987年公開、映画）
- 歴史街道 〜ロマンへの扉〜（帯番組）
- 日本のいちばん長い日 （2015年公開、映画）
- 海賊とよばれた男（2016年12月公開、映画）
- 鋼の錬金術師 FULLMETAL ALCHEMIST（2017年公開、映画）
- アルキメデスの大戦（2019年公開、映画）
- 看守の流儀（2025年6月21日、テレビドラマ）

## アクセス
鉄道
- JR舞鶴線 東舞鶴駅から徒歩約15分。タクシーなら約5分。 
  - 京都駅から特急「まいづる」で約1時間30分で東舞鶴駅着。
  - 金沢駅から特急「サンダーバード」で敦賀駅乗換え、小浜線に乗り、約2時間で東舞鶴駅着。

自動車
- 舞鶴若狭自動車道 舞鶴東インターチェンジから車で約15分。

## 近隣の赤レンガ建築
- 北吸浄水場 - 配水池（明治34年築）と上屋（大正15年築）が国の重要文化財（指定名称は「舞鶴旧鎮守府水道施設」）
- 旧軍港引込線北吸隧道 - 明治37年築、国の登録有形文化財
- 旧舞鶴海軍軍需部第二気発油庫 - 明治35年築